# Панамська кухня
Панамська кухня (ісп. Gastronomía de Panamá) - набір кулінарних традицій, характерних для Панами. Являє собою сукупність індіанських, іспанських та африканських культур і звичаїв в області кулінарії. Незважаючи на невеликий розмір країни, має регіональні відмінності.

## Традиції та особливості
Для панамської кухні характерно широке вживання рису в різних видах. Його кладуть у супи, смажать з м'ясом та овочами, з нього роблять десерти, наприклад, рисовий пудинг.
Також мешканці Панами їдять багато бульб та коренеплодів, при цьому картопля поширена менше, ніж маніок або ямс. Популярні кукурудза, банани, курка, м'ясо. Країна має вихід відразу до двох океанів - Тихого та Атлантичного, що дозволяє активно ловити і вживати в їжу рибу та морепродукти.
На сніданок в Панамі прийнято їсти смажені страви з кукурудзяними коржиками, на обід - рис, м'ясо, овочі та супи. Вечеря, як правило, більш легка, ніж обід, хоча в різних сім'ях є свої особливості.

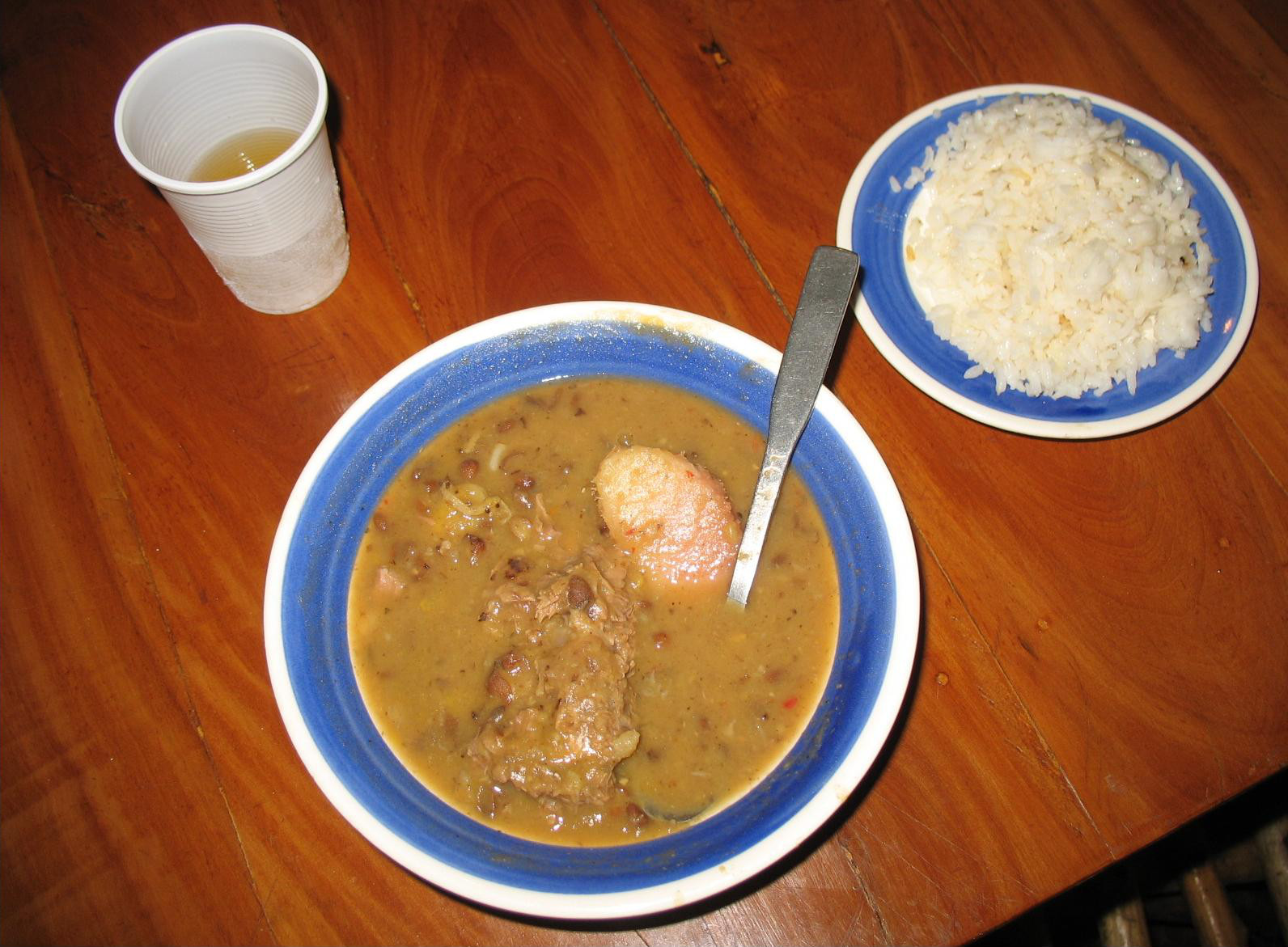
Санкочо
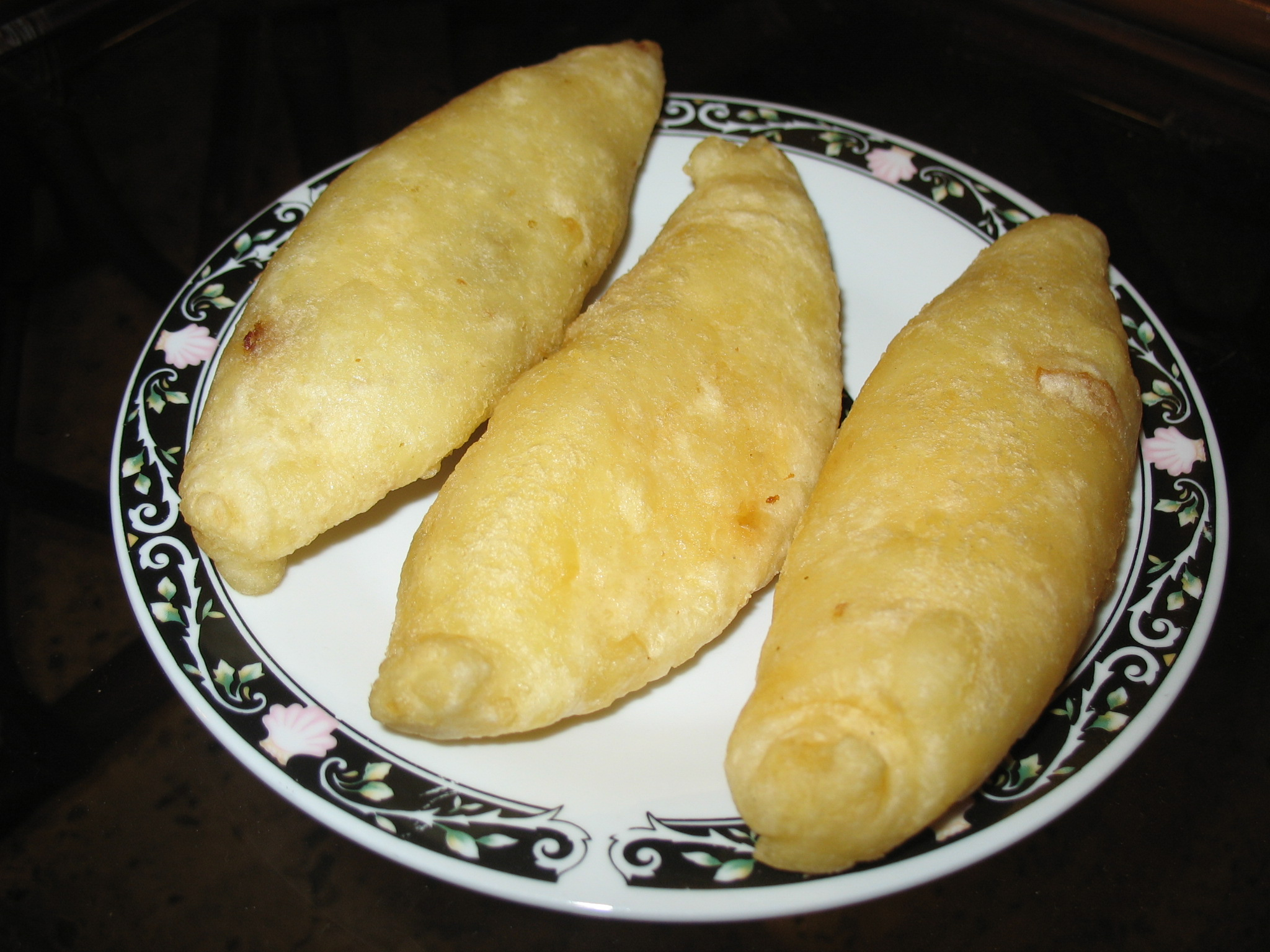
Кариманола
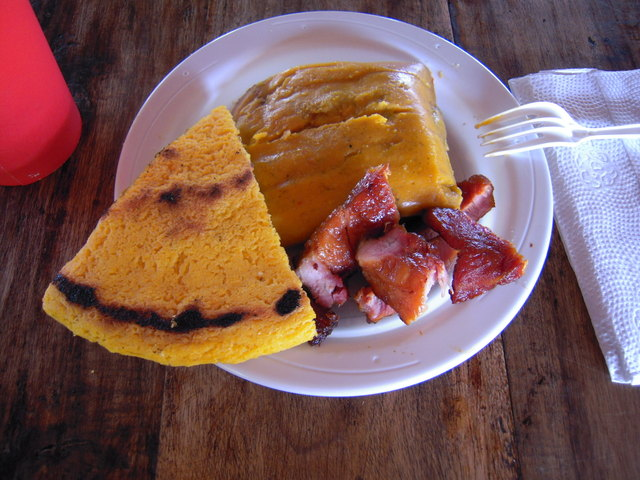
Тортилья на основі кукурудзи
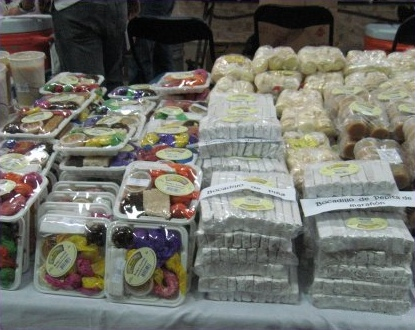
Панамські солодощі

## Типові страви
- Арепа
- Манхар бланко
- Рисовий пудинг
- Санкочо
- Чичарон